# 2023-as murciai regionális választás
A 2023-as murciai regionális választást 2023. május 28-án tartották meg, amelynek keretében megválasztották a spanyolországi Murcia autonóm közösség regionális parlamentjét. A választáson 45 mandátumot osztottak ki. A választás napján Spanyolország 11 másik autonóm közösségében is regionális választásokat tartottak, emellett helyhatósági, önkormányzati választásokat országszerte.

## Választási rendszer
Murcia parlamentje a Murcia Regionális Gyűlése, az autonóm közösség egykamarás törvényhozói szerve. Az 1978-ban életbe léptetett Spanyol Alkotmány, a Murciai Státuszegyezmény révén olyan jogokkal ruházza fel a a régiót, mint a helyi törvényhozás, regionális elnök megválasztása valamint a bizalmatlansági indítvány megszavazása.
Általános választójog érvényesül, azon spanyol állampolgárok szavazhatnak akiknek Murcia régióban van bejelentett lakcíme és betöltötték 18. életévüket. A külföldön élőn murciai lakcímmel rendelkező állampolgároknak előre kell regisztrálni a levélszavazásra. A 45 mandátumot D'Hondt-módszernek megfelelően zárt listás, arányos képviseleti rendszerben választják meg..

## Háttér
Murcia régiót 2017 óta a néppárti Fernando López Miras elnök vezette, a Néppártnak 2017-2019 közötti kisebbségi regionális kormánya lett, a regionális gyűlésben a mandátumok 49%-át tudhatta magának. 2019-es választáson ismét López Miras és a Néppárt győzött. Ekkor a második kormánya a 46-ból 23 mandátummal rendelkezett, kisebbségi, koalíciós kormányt alakított a Polgárok párttal, a szélsőjobboldali VOX pedig külső támogatója lett a kormánynak. 
2021-ben a Polgárok párt a Szocialistákkal bizalmatlansági indítványt akart indítani López Miras ellen, aki válaszul felmentette kormányának Polgárok párti minisztereit. Ettől kezdve néppárti kormány áll a régió élén. 

## Szlogenek
| Párt/Koalíció | Párt/Koalíció | Eredeti szlogen                                              | Magyar fordítás                                         | Ref.  |
| ------------- | ------------- | ------------------------------------------------------------ | ------------------------------------------------------- | ----- |
|               | PSOE          | « Adelante.- »                                               | "Előre!"                                                | [ 2 ] |
|               | PP            | « Un Gobierno más fuerte, más unido. » « Un nuevo impulso. » | "Egy erősebb, egységesebb kormányt!" "Egy új impulzus!" | [ 3 ] |
|               | Cs            | « Libérate!»                                                 | "Szabadítsd fel magad!"                                 | [ 4 ] |
|               | Vox           | « Empezando por lo que importa»                              | "Hozzálátunk ahhoz, ami fontos!"                        | [ 5 ] |
|               | Podemos–IU    | « La fuerza que transforma »                                 | "A változás ereje!"                                     | [ 6 ] |

## Választási kampány

### Spanyol Szocialista Munkáspárt
A szocialisták José Vélezt indították jelöltként. Kampányának legfőbb ígérete, hogy a régió egészségügyi rendszerét rendbe tennék: növelnék a kapacitást a sürgősségi ellátásban, új kórházakat építtetnének valamint számos intézményt felújítanának. 

### Néppárt
A Néppárt Fernando López Miraszt, a régió 2017 óta hivatalban levő elnökét indította el. Március 8-án bejelentette, hogy megválasztása esetén mintegy 8 ezer vállalkozásnak fog a regionális kormány segélyt folyósítani. Kampányát ígéretet tett a jóléti intézkedések folytatására, a Mar Menor rendezésére. A párt kampányát beárnyékolja Lopez Miras elődjének Pedro Antonio Sánchez a régió 2015-2017 közötti néppárti elnökének korrupciós ügye, ami miatt 3 évnyi börtönbüntetésre ítélték.

### VOX
A VOX José Ángel Antelót, egykori kosárlabda-játékost indította el jelöltként,aki 2019-ben Murcia város egyik önkormányzati képviselője lett. Antelo és a VOX kampányában arról beszélt, hogy megválasztásuk esetén sürgős intézkedéseket fognak. Kiemelték a néppárti Pedro Antonio Sánchez korrupciós ügyét, aminek kapcsán azt írták, hogy "Murcia régióban nincs különbség a Néppárt és a Szocialisták között, #VOXvagySötétkékszocializmus". Utóbbi esetben a "sötétkékszocializmus" jelzővel a Néppárt 1995 óta tartó 28 évnyi uralmára utal. 

### Polgárok
A párt María José Rosz-t indította el jelöltként. Fontosnak tartják, hogy ők az egyedüli reformerek, akik "valódi változást tudnak hozni a régió életében, ellentétben a Néppárttal és Szocialistákkal". Kiemelte Ros a kampánya során, hogy komoly probléma a régióban a kétpárti vezetés illetve hogy nem tőrödnek a fiatalok, pályakezdők érdekérvényesítésével, munkaerőpiaci helyzetével valamint a nyugdíjrendszer fenntarthatatlanságával. Az egészségügyi ellátás egyenlőtlensége miatt. Ígéretet tett arra, hogy kormányra kerülve 10%-al csökkentenék a személyi jövedelemadót a kétgyerekes családoknak és ingyenessé tennék a bölcsődéket. 

### Podemos
A Podemos María Marínt indította jelöltként. Kampányában arról beszélt, hogy a régióban mélyreható változások szükségesek. Fontosnak tartja, hogy nagyobb hangsúlyt kapjon a környezetvédelem, mert a környezetszennyezéssel veszélyeztetik a helyiek egészségét. Állításuk szerint a Néppárt "nem tud jövőképet felmutatni a régiónak". 